# Ley de derecho de voto de 1965
La Ley de Derecho al Voto de 1965 (en inglés Voting Rights Act of 1965) es una ley histórica dentro de la legislación estadounidense ya que prohibió las prácticas discriminatorias en el derecho al voto a los afroamericanos en los Estados Unidos.
Esta ley consiguió que después de casi 100 años de la promulgación Decimoquinta Enmienda a la Constitución de los Estados Unidos -la cual prohíbe cualquier tipo de discriminación al voto basándose en la raza o en el color de los ciudadanos de los Estados Unidos- el derecho constitucional al voto estuviera protegido ya que hasta el momento había estados que para votar exigían pruebas de alfabetización o el pago de algún impuesto, utilizando estos recursos para limitar el derecho al voto de la gente negra. Dicha ley fue promulgada por el presidente Lyndon B. Johnson, el cual ya había promulgado la Ley de Derechos Civiles el año anterior.
Esta ley da poderes al Congreso de los Estados Unidos de supervisar la administración electoral de los estados, siempre que el estado tenga un historial de prácticas discriminatorias y no pudiendo hacer ningún cambio que afecte a los resultados electorales de ningún estado sin la autorización expresa del Departamento de Justicia de los Estados Unidos. Esta ley ha sido reformada cuatro veces siendo las más reciente una extensión de 25 años hecha por el presidente George W. Bush en 2006.
Esta ley es considerada un hito dentro de la legislación de los derechos civiles, aunque alguna de sus disposiciones ha generado controversias a lo largo de los años. En la renovación de 2006 algunos miembros del Partido Republicano se opusieron a la renovación de la ley, con el argumento de que la consideraban una extralimitación del poder federal al no existir ya estados del sur que en su legislación limiten el derecho a voto por causas raciales.

## Contexto
La Decimotercera Enmienda, ratificada en 1865 después de la Guerra de Secesión prohibía la esclavitud dentro de los Estados Unidos dando cierta ciudadanía a los antiguos esclavos. La Decimocuarta Enmienda, concedió ciudadanía a todas las personas nacidas o naturalizadas en los Estados Unidos, incluyendo el debido proceso y las cláusulas de igualdad de protección. Pero tenía un fallo, puesto que no se prohibía expresamente la discriminación al derecho al voto por motivos raciales.
Esta situación la solucionó la Decimoquinta Enmienda, ratificada el 3 de febrero de 1870. Además se le confirió poderes al congreso para supervisar los procesos electorales estatales y así controlar que no hubiera ningún tipo de discriminación. Pero al acabar la Reconstrucción los legisladores demócratas de los estados sureños encontraron nuevos medios para coartar los derechos electores de los negros, a través de intimidación, violencia y las leyes Jim Crow. En el periodo de 1890 a 1908, diez estados modificaron sus constituciones estatales con nuevas disposiciones que incluían pruebas de alfabetización, impuestos de capitación o cláusulas del abuelo que permitían a gente votar porque sus abuelos ya tenían ese derecho que de otro modo no habrían podido votar, algunos blancos analfabetos pudieron votar gracias a estas disposiciones. Aunque su finalidad era coartar los derechos electorales de la gente de color, como se aplicaban a todos los votantes la Corte Suprema dictaminó que estas disposiciones eran constitucionales en un pleito de 1875 (United States vs Cruikshank). A lo largo de los años la Corte Suprema fue declarando estas disposiciones anticonstitucionales, en litigios que fueron presentando gente de color a lo largo del siglo XX. Ante esto los estados sureños se protegían de estos litigios cambiando sus leyes para que siguieran siendo legales, provocando que en la década de 1960 la mayoría de los estados sureños la mayor parte de la población afroamericana no tuviera derecho a voto.
Después de las Elecciones presidenciales de Estados Unidos de 1964, los grupos en defensa de los derechos civiles presionaron para que de una vez por todas la aprobación de leyes que garantizara el derecho a voto a la gente de color. Las tácticas que llevaron a cabo fueron hacer grandes manifestaciones a favor de los derechos civiles, que a veces derivaban en choques violentos con la gente que estaba en contra de la aprobación de estas leyes. Lyndon B. Johnson en un discurso que dio en una sesión conjunta de la Cámara de Representantes y  el Senado, pidió a ambas cámaras la promulgación de una ley de derecho al voto fuerte. La administración Johnson elaboró un proyecto de ley que hiciera cumplir las enmiendas 14 y 15, con el objetivo de acabar con las prácticas discriminatorias que había hasta entonces hacia los negros y otras minorías en los procesos de votación en algunos.
- Datos: Q1608064
- Multimedia: Voting Rights Act of 1965 / Q1608064